# Papakula niveopunctata
Genre
Synonymes
- Hesydrimorpha Strand, 1911

Espèce
Synonymes
- Hesydrimorpha gracilipes Strand, 1911

Papakula niveopunctata, unique représentant du genre Papakula, est une espèce d'araignées aranéomorphes de la famille des Pisauridae.

## Distribution
Cette espèce est endémique des îles Aru dans les Moluques en Indonésie.

## Description
Le mâle holotype mesure 4 mm et la femelle paratype 5 mm.

## Systématique et taxinomie
L'espèce Hesydrimorpha gracilipes et le genre Hesydrimorpha ont été placés en synonymie respectivement avec Papakula niveopunctata et Papakula par Jäger en 2010.

## Publication originale
- Strand, 1911 : Araneae von den Aru- und Kei-Inseln. Abhandlungen der senckenbergischen naturforschenden Gesellschaft, vol. 34, p. 127-199 (texte intégral).